# Luca Homberger
Luca Homberger (* 10. Dezember 1991 in Uzwil) ist ein ehemaliger Schweizer Eishockeyspieler.

## Karriere
Homberger begann seine Karriere im Nachwuchs des EHC Uzwil, wo er ab der Saison 2008/09 regelmässig für die erste Mannschaft spielte. Zur Saison 2011/12 wechselte er zum Ligakonkurrenten SC Herisau. Dort verbrachte er die nächsten zwei Saisons, ehe er 2013 zum EHC Winterthur transferiert wurde. Mit Winterthur gelang ihm der Gewinn des Amateurmeistertitels und folglich der Aufstieg in die damalige National League B.
Die nächste Saison spielte er mit Winterthur in der NLB, kurz vor Saisonende wurde er als Verstärkung zum Ligakonkurrenten EHC Olten ausgeliehen. Dort beendete er die Saison und wechselte daraufhin zur Saison 2016/17 zum EHC Kloten, wo er seine ersten Spiele in der höchsten Spielklasse der Schweiz bestritt. Mit den Klotener gewann er 2017 den Schweizer Cup.
Mitte Saison wurde er zum EHC Winterthur ausgeliehen, kehrte während der Relegation jedoch wieder zu Kloten zurück. Ende Saison wurde er schliesslich ganz an Winterthur abgegeben.
Dort war er bis zum Saisonende 2019/20 aktiv, bevor der Wechsel zum EHC Burgdorf folgte. Nach lediglich neun Spielen in der vierthöchsten Spielklasse beendete er im Jahr 2021 seine aktive Karriere.

## Erfolge und Auszeichnungen
- 2015 Meister der 1. Liga und Aufstieg in die NLB mit dem EHC Winterthur
- 2017 Schweizer Cupsieger mit dem EHC Kloten

## Karrierestatistik
(Legende zur Spielerstatistik: Sp oder GP = absolvierte Spiele; T oder G = erzielte Tore; V oder A = erzielte Assists; Pkt oder Pts = erzielte Scorerpunkte; SM oder PIM = erhaltene Strafminuten; +/− = Plus/Minus-Bilanz; PP = erzielte Überzahltore; SH = erzielte Unterzahltore; GW = erzielte Siegtore; 1 Play-downs/Relegation; Kursiv: Statistik nicht vollständig)